# Erica crassifolia
Erica crassifolia är en ljungväxtart som beskrevs av Gábor Gabriel Andreánszky. Erica crassifolia ingår i släktet klockljungssläktet, och familjen ljungväxter. Inga underarter finns listade i Catalogue of Life.